# Qareh Khawoserre
Qareh Khawoserre fou probablement el tercer faraó de la dinastia XIV d'Egipte. Va succeir a Yaammu Nubwoserre. El seu regnat va durar uns 10 anys. El seu nom Qareh o Qar o Qur, sembla indicar un origen asiàtic (hikse). El va succeir Ammu Ahotepre.
El seu nom és esmentat a un escarabat, única prova de la seva existència.